# 脱脱更化
脱脱更化指元朝末年中书省右丞相脱脱的改革政策。

## 背景
1333年元顺帝初期，伯顏当政，獨攬軍政大權，大量引用親信為高官，制造冤假错案，废除科举，大搞民族压迫，推行蒙古至上，加大壓制漢人、南人，使元朝尽失民心。1340年，元顺帝联合伯顏的侄子脱脱，发动政变，伯顏倒台。

## 内容
1341年，脱脱上台，下令改正伯顏的政策。
- 恢复科举。大兴国子监。
- 置宣文阁，开经筵。
- 恢复太庙四时祭及其他礼仪制度。
- 平反冤狱。
- 允许民间养马，减盐税。
- 编辽史、金史、宋史。

## 影響
此波改革最終未能扭轉元朝的腐敗狀況，又因元順帝怠于政事，最終導致紅巾軍起義。